# Verbigeration
Verbigeration ist eine Form einer Sprachstereotypie, eine Aneinanderreihung und oftmals endlose Wiederholung sinnloser Silben, Wörter oder Satzteile. Ein situativer Bezug oder der Ausdruckswunsch konkreter Gedanken ist nicht zu erkennen. Es handelt sich um ein häufig bei Schizophrenie oder fortgeschrittener Demenz vorkommendes Symptom.